# Helina truncata
Helina truncata este o specie de muște din genul Helina, familia Muscidae, descrisă de Fang și Fan în anul 1986.
Este endemică în Qinghai. Conform Catalogue of Life specia Helina truncata nu are subspecii cunoscute.